# Newlands Cricket Ground
 (avril 2025).
Pour les articles homonymes, voir Newlands.
Le Newlands Cricket Ground, ou Newlands, officiellement Sahara Park Newlands, est un stade de cricket situé au Cap, en Afrique du Sud. Il est utilisé par les Cape Cobras (en) et l'équipe de la Province de l'ouest, et est l'un des stades où joue l'équipe d'Afrique du Sud.
Ouvert en 1888, Newlands accueille son premier test-match en 1899, une rencontre entre l'Afrique du Sud et l'Angleterre. Il est l'un des stades utilisé pour la Coupe du monde 2003.